# Ronde van Luxemburg 1994
De Ronde van Luxemburg 1994 (Lëtzebuergesch: Tour de Luxembourg 1994) werd verreden van donderdag 9 juni tot en met zondag 12 juni in Luxemburg. Het was de 54ste editie van de rittenkoers, die in 2005 deel ging uitmaken van de UCI Europe Tour (categorie 2.HC). De ronde telde vijf etappes. Titelverdediger was de Britse Italiaan Maximilian Sciandri. De Nederlander Frans Maassen van de WordPerfect-wielerploeg  won de rittenkoers.

## Etappe-overzicht
| etappe | datum   | start       | finish      | afstand | winnaar             | klassementsleider |
| ------ | ------- | ----------- | ----------- | ------- | ------------------- | ----------------- |
| 1e     | 9 juni  | Luxemburg   | Dippach     | 170 km  | George Hincapie     | Peter De Clercq   |
| 2e     | 10 juni | Beckerich   | Bertrange   | 191 km  | Vjatsjeslav Jekimov | George Hincapie   |
| 3e (A) | 11 juni | Bettembourg | Foetz       | 161 km  | Rob Harmeling       | George Hincapie   |
| 3e (B) | 11 juni | Foetz       | Bettembourg | 12 km   | Frans Maassen       | Frans Maassen     |
| 4e     | 12 juni | Diekirch    | Diekirch    | 191 km  | George Hincapie     | Frans Maassen     |

## Etappe-uitslagen

### 1e etappe
| Luxemburg – Dippach (170 km) |                 |                |          |
| Plaats                       | Naam            | Ploeg          | Tijd     |
| Winnaar                      | George Hincapie | Motorola       | 4h39'45" |
| 2                            | Peter De Clercq | Lotto-Caloi    | z.t.     |
| 3                            | Andreas Kappes  | Trident-Schick | z.t.     |

### 2e etappe
| Beckerich – Bertrange (191 km) |                     |             |          |
| Plaats                         | Naam                | Ploeg       | Tijd     |
| Winnaar                        | Vjatsjeslav Jekimov | WordPerfect | 5h14'52" |
| 2                              | George Hincapie     | Motorola    | +00' 31" |
| 3                              | Frans Maassen       | WordPerfect | z.t.     |

### 3e etappe A
| Bettembourg – Foetz (161 km) |                         |                       |          |
| Plaats                       | Naam                    | Ploeg                 | Tijd     |
| Winnaar                      | Rob Harmeling           | TVM-Bison Kit         | 3h57'45" |
| 2                            | Olaf Ludwig             | Team Deutsche Telekom | z.t.     |
| 3                            | Benjamin Van Itterbeeck | Collstrop             | +00' 03" |

### 3e etappe B
| Foetz – Bettembourg (individuele tijdrit over 12 km) |                  |                  |          |
| Plaats                                               | Naam             | Ploeg            | Tijd     |
| Winnaar                                              | Frans Maassen    | WordPerfect      | 0h15'22" |
| 2                                                    | Melchor Mauri    | Banesto          | +00' 02" |
| 3                                                    | Artūras Kasputis | Chazal-MBK-König | +00' 11" |

### 4e etappe
| Diekirch – Diekirch (191 km) |                 |                  |          |
| Plaats                       | Naam            | Ploeg            | Tijd     |
| Winnaar                      | George Hincapie | Motorola         | 5h20'14" |
| 2                            | Andrei Tchmil   | Lotto-Caloi      | z.t.     |
| 3                            | Alberto Elli    | GB-MG Maglificio | z.t.     |

## Eindklassementen

### Algemeen klassement
| Plaats    | Naam                | Ploeg                 | Tijd      |
| --------- | ------------------- | --------------------- | --------- |
| Gele trui | Frans Maassen       | WordPerfect           | 19u34'41" |
| 2         | George Hincapie     | Motorola              | +00' 07"  |
| 3         | Melchor Mauri       | Banesto               | +00' 59"  |
| 4         | Artūras Kasputis    | Chazal-MBK-König      | +01' 07"  |
| 5         | Rolf Järmann        | GB-MG Maglificio      | +01' 13"  |
| 6         | Aitor Garmendia     | Banesto               | +01' 15"  |
| 7         | Erik Dekker         | WordPerfect           | +01' 25"  |
| 8         | Rolf Aldag          | Team Deutsche Telekom | +01' 26"  |
| 9         | Phil Anderson       | Motorola              | +01' 37"  |
| 10        | Ángel Casero        | Banesto               | +01' 45"  |
|           |                     |                       |           |
| 11        | Frank Vandenbroucke | Lotto-Caloi           | +01' 49"  |

1935 · 
1936 · 
1937 · 
1938 · 
1939 · 
1940 · 
1941 · 
1942 · 
1943 · 
1944 · 
1945 · 
1946 · 
1947 · 
1948 · 
1949 · 
1950 · 
1951 · 
1952 · 
1953 · 
1954 · 
1955 · 
1956 · 
1957 · 
1958 · 
1959 · 
1960 · 
1961 · 
1962 · 
1963 · 
1964 · 
1965 · 
1966 · 
1967 · 
1968 · 
1969 · 
1970 · 
1971 · 
1972 · 
1973 · 
1974 · 
1975 · 
1976 · 
1977 · 
1978 · 
1979 · 
1980 · 
1981 · 
1982 · 
1983 · 
1984 · 
1985 · 
1986 · 
1987 · 
1988 · 
1989 · 
1990 · 
1991 · 
1992 · 
1993 · 
1994 · 
1995 · 
1996 · 
1997 · 
1998 · 
1999 · 
2000 · 
2001 · 
2002 · 
2003 · 
2004 · 
2005 · 
2006 · 
2007 · 
2008 · 
2009 · 
2010 · 
2011 · 
2012 · 
2013 · 
2014 ·
2015 ·
2016 ·
2017 ·
2018 ·
2019 ·
2020 ·
2021 · 2022 · 2023 · 2024